# الحلف (الجيزة)
قرية الحلف هي إحدى القرى التابعة لمركز أطفيح في محافظة الجيزة في جمهورية مصر العربية. حسب إحصاءات سنة 2006، بلغ إجمالي السكان في الحلف 10685 نسمة، منهم 5463 رجل و5222 امرأة.